# Вероникаструм
Вероникаструм (лат. Veronicastrum) — род цветковых растений семейства Подорожниковые (Plantaginaceae). Некоторые виды из этого рода ранее относили к роду Вероника (Veronica).
Некоторые виды используются как декоративные растения открытого грунта.

## Распространение
Северная Америка.

## Виды
Род состоит из 15 видов, некоторые из которых имеют подвиды или разновидности:
- Veronicastrum axillare
- Veronicastrum brunonianum
  - Veronicastrum brunonianum subsp. sutchuenense
- Veronicastrum caulopterum
- Veronicastrum formosanum
- Veronicastrum latifolium
- Veronicastrum longispicatum
- Veronicastrum rhombifolium
- Veronicastrum robustum
- Veronicastrum sibiricum — Вероникаструм сибирский
- Veronicastrum stenostachyum
  - Veronicastrum stenostachyum subsp. plukenetii
- Veronicastrum tubiflorum — Вероникаструм трубкоцветковый
- Veronicastrum villosulum
  - Veronicastrum villosulum var. parviflorum
  - Veronicastrum villosulum var. villosulum
- Veronicastrum virginicum — Вероникаструм виргинский
  - Veronicastrum virginicum f. villosum
- Veronicastrum yunnanense